# 썸: 은밀한 이야기
"썸: 은밀한 이야기"은 2017년에 개봉한 대한민국의 영화이다.

## 캐스팅
- 안소희 : 보미 역
- 민우 : 정남 역
- 한가희 : 여자 1호 역
- 리사 : 여자 2호 역
- 채일 : 남자 1호 역
- 지성 : 남자 2호 역
- 이재석 : 남자 3호 역
- 한울 : 최PD 역
- 도모세 : 조연출 역